# Carrer de les Cases Noves (Regencós)
El Carrer de les Cases Noves és una obra gòtica de Regencós (Baix Empordà) inclosa a l'Inventari del Patrimoni Arquitectònic de Catalunya.

## Descripció
Es tracta d'un conjunt de cases que formen un dels carrers que volten el poble, on les cases que formen la façana nord, són molt semblants tipològicament, totes són de la mateixa alçada i, per tant, estan compostes de planta baixa i planta pis, i l'estructura portant és de pedra i morter de calc, mentre que les teulades que són totes de totes també tenen totes una sola vessant, cap al carrer.

## Història
Evidentment es tracta de l'antiga muralla que voltava el poble de Regencós, que és utilitzada com a vivendes.